# 损伤力学
损伤力学（破壞力學）是有關材料受損的形式以及其建模，以便有助於對材料開始受損、損傷擴散及斷裂進行工程的預測，而不需要進行實務上複雜的顯微組織分析。
损伤力学是典型用工程方式針對複雜現象建模的例子，引用美國機械學家Dusan Krajcinovic的說法「人們常認為工程研究的終端目標不是對現象有更深入的了解，而是提供一個可以應用在設計上的預測工具」。损伤力学是工程力学的一環，以连续介质力学為基礎。
大部份损伤力学的工作都會用狀態變數表示材料剛度上的受損．以及在考慮熱及機械的負載及材料老化後，材料還可使用的壽命。狀態變數要是可以量測的，例如裂纹密度，或是一些巨觀的量值，例如剛度、熱膨脹係數、殘餘壽命等。狀態變數有共軛的熱力學力來產生進一步的损伤。一開始材料是完好的，有一個损伤啟動的準則預測材料開始受損，除非材料開始受損，不然不會出現自發性的損傷演進，因此需要一個損傷演進的模型。在較類似塑性的損傷模型下，損傷演進是由析出硬化來控制，另一方面微观力学的損傷模型可以在沒有額外材料特性的情形下，預測材料受損的開始以及損傷的演進。

## 簡介
一般而言，真實的材料即使在未受力的狀態下，在微觀下也會有缺陷以及不均勻的情形，這對材料在巨觀下的強度，有決定性的影響。若以金屬為例，微觀會有的材料缺陷包括微孔、微裂紋（micro crack）、包裹體及析出。微缺陷在基質材料中的數量、大小以及分佈，以及實際承受負載時的結構，對微觀力學的損傷過程非常的重要。其孔穴體積可以視為是材料損傷的度量。
若元件有承受外加的應力，微空穴以及裂紋會繼續成長，最終會合併。新的微空穴會形成於高度應力集中的地方（例如有夾雜物處）。材料的結構破壞最終會造成材料鍵結的完全破壞，會出現巨觀的裂紋，最終會讓材料破裂。
損傷力學的模型可以用現象基礎的損傷定律或是微觀力學基礎的損傷定律來描述這些程。著名的材料模型有Gurson模型及Rousselier模型，會假設在基質材料中散佈著球形的孔穴
。

## 潛變連續損傷力學
當機械結構暴露在結構材料熔點三分之一以上的溫度時，潛變以及相關的材料退化就是成為結構失效的主要失效模式。從微觀開始的變形及損傷機制是以離散過程為主，但巨觀元件失效理論的大部份實務應用已可以用連續力學的公式來分析。其狀態方程會控制損傷隨時間的變化。